# Guttenberger Fehde (1380)
Die Guttenberger Fehde von 1380 war eine Fehde von Familienmitgliedern der von Guttenberg und weiteren verwandten niederadeligen fränkischen Familien mit den Vögten von Weida, den Reußen von Greiz-Ronneburg und deren Gefolgschaft. Betroffen waren auch Angehörige und Besitzungen der Markgrafschaft Meißen.

## Ursachen und Anlass
Es gibt mehrere Faktoren, die zum Ausbruch der Fehde führten. Ein begünstigender langfristiger Trend war das Entstehen von Territorialstaaten hochadeliger Familien: Im betroffenen vogtländischen Raum trafen die Interessen der Vögte von Weida und der Burggrafen von Nürnberg aufeinander. Beide Parteien leiteten zum Teil ihre Ansprüche aus dem Erbe bereits erloschener Dynastien ab, darunter die Walpoten oder die Grafen von Weimar-Orlamünde. Durch den expansiven Charakter und die Tatsache, dass Rechte bis dato noch nie Vertragsgegenstand und damit nie präzise ausformuliert werden mussten, entstanden Konflikte. Zudem bot das sächsische und das fränkische Lehensrecht Interpretationsspielräume. Bezogen auf die Familie von Guttenberg erhoben die Vögte von Weida Anspruch auf das Patronatsrecht von Bobenneukirchen und leiteten ferner eine Lehenspflicht der Guttenberger ab, die diese verweigerten. Offenbar gab es im Vorfeld der Fehde bereits Auseinandersetzungen und die Teilnahme der Familie von Sparneck begründete sich vor allem durch vorausgehenden Streitigkeiten. Die Tatsache, dass wenige Jahre später Anhänger beider Lager einen gemeinsamen Überfall auf die Reichsstadt Eger unternahmen, vermittelt eine gewisse Selbstverständlichkeit des Fehdewesens und Plünderungen waren lukrativ. Im Buch der Gebrechen hat die Stadt Eger Plackerei dokumentiert.

## Verlauf
Der Verlauf der Fehde lässt sich nur über Klageschriften rekonstruieren. Die Klagen wurden bei Verstößen gegen das Fehderecht erhoben, welches bereits Brandschatzung und andere Maßnahmen legitimierte. Allein die bekannten Sterbedaten bzw. das Ausbleiben urkundlicher Erwähnungen einzelner Ritter deuten darauf hin, dass sie in der Fehde gefallen waren.
Auf einen Angriff auf Burg Altguttenberg durch Anhänger der Vögte von Weida sammelten die Guttenberger Verbündete. Die Verbündeten waren nicht zwangsläufig ebenfalls Lehensnehmer des Bistums Bamberg oder der Nürnberger Burggrafen, sondern vielmehr versippte Familien oder wie bei den Sparneckern bereits Gegner der Vögte, obwohl mit ihnen verwandtschaftlich verbunden. Bedeutendere Adelsfamilien brachten weitere Familien und Dienstpersonal mit ein. Namentlich bekannt sind 76 Fehdeteilnehmer, nach Schätzungen haben sich etwa 200 Personen auf der Seite der Guttenberger beteiligt.
In der Fehde wurden hauptsächlich Personen angegriffen, die den Angriff auf Altguttenberg geführt und auch Schaden an deren Gütern verursacht hatten. Der Hauptangriff richtete sich jedoch gegen die Stadt Adorf und die Burg Mühltroff, die niedergebrannt wurde.

## Fehdeteilnehmer
Auf der Seite der Guttenberger (4) nahmen u. a. Mitglieder folgender Familien teil: Berg (4), Beulwitz, Feulner (2), Flurstedt (3), Geilsdorf, Haslau, Hirschaid, Hirschberg, Koßwitz (3), Kotzau (2), darunter der Hofer Hauptmann Heinrich von Kotzau, Künsberg (2), Maschwitz zu Weißdorf, Mengersreuth (4), Marschalk von Kunstadt, Mosen (2), Seckendorff, Planitz, Plassenberg (2), Rabensteiner zu Döhlau, Sack, Sparneck (4), Trützschler zu Gattendorf, Vasmann (3), Waldenfels (2), Wallenrode, Weißelsdorf zu Köditz, Wolfstriegel (2), Zedtwitz.
Auf der Seite der Markgrafen und der Vögte: Bergau, Blankenberg (2), Brandenberg, Briesnitz, Döhlen (3), Flans zu Langenorla (3), Hain (3), Jößnitz (2), Köckritz (2), Maschwitz (2), Neuberg, Obernitz, Raschau, Sack (2), Schenk von Siemau, Selmnitz, Sparnberg, Tann, Tosse zu Adorf, Truchseß von Borna, Wolfersdorff, Zange.